# Via delle Vecchie
Via delle Vecchie, o semplicemente via Vecchie, unisce via Savonarola con via Saraceno, a Ferrara.

## Storia
Il suo nome si pensa possa derivare dalle ultime vecchie dame della casata degli estensi che vi abitarono. La via è del resto vicina a palazzo Pareschi, un tempo palazzo Estense con un parco detto Belvedere. La nobiltà ferrarese soggiornò a lungo nel palazzo e l'area appartiene al nucleo urbano cittadino antecedente l'Addizione Erculea di Biagio Rossetti voluta da Ercole I d'Este.
Nella Ferrara che si stava ampliando l'area che oggi comprende la via fu compresa nella protezione delle mura cittadine a partire dal 1314, quando, reggente Pino della Tosa, la zona (il quartiere di Borgo di Sotto, ora Borgo Vado) venne inglobata grazie all'estensione delle difese costituite da una fossa e una recinzione che si spingevano a nord-est.
Anche Lippa Ariosti abitò in via delle Vecchie, al numero 4 (un'altra sua residenza a Ferrara fu molto probabilmente in via del Carbone. La nobile bolognese seguì a Ferrara il marchese Obizzo III d'Este, ne divenne l'amante ed ebbe da lui 10 figli. Il marchese in punto di morte la sposò per legittimarne la discendenza.

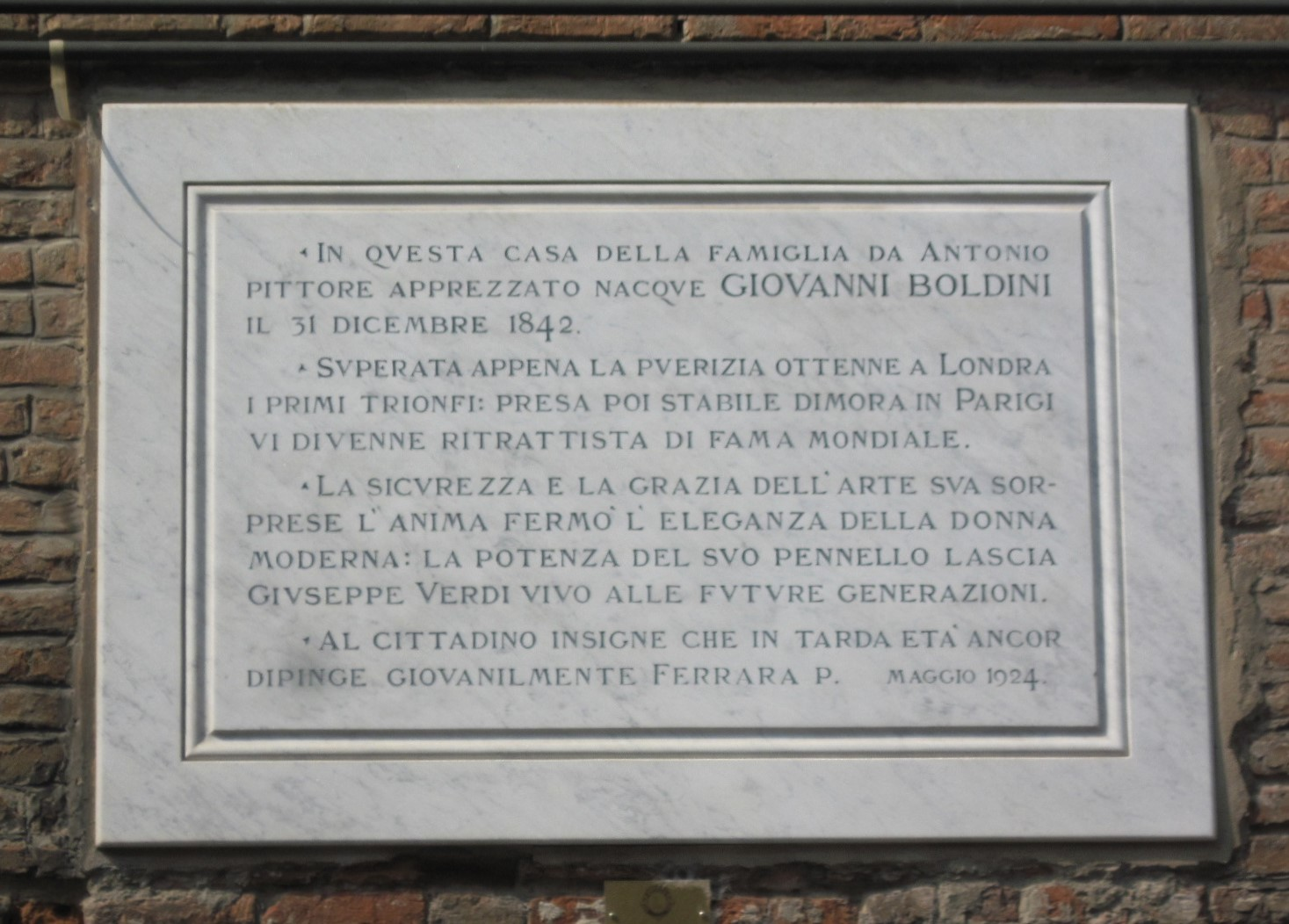
Epigrafe marmorea sulla casa natale di Giovanni Boldini

Tutti i principali palazzi della strada furono restaurati dopo la prima guerra mondiale ma questo non avvenne sempre in modo corretto. 
Sull'angolo con via Savonarola vi è la casa natale di Giovanni Boldini, e, quando l'artista era ancora in vita, vi è stata murata, sulla facciata principale, una lapide che ne ricorda la nascita.
All'angolo con via Zemola si trova un palazzo (eretto nel XV secolo) che appartenne ad Alberto Bonacossi, fattore ducale di Niccolò III d'Este creato conte palatino da papa Niccolò V nel 1447.

## Percorso
Il suo percorso si estende da via Saraceno a via Savonarola, di fronte alla chiesa di San Francesco.

### Strada del Tura
Questa antica denominazione è legata al celebre pittore Cosmè Tura che vi ebbe una sua abitazione in città e dove, probabilmente, vi morì.